# Eishockey-Meisterschaft Asiens und Ozeaniens der U18-Junioren
Die Eishockey-Juniorenmeisterschaft von Asien und Ozeanien war ein von 1984 bis 1998 jährlich ausgetragenes Turnier für Nationalmannschaften der U18-Junioren, welches als Gegenstück zur Eishockey-Europameisterschaft der U18-Junioren eingeführt wurde.

## Turniere
| Jahr | Gold                | Silber              | Bronze              | Austragungsort              |
| ---- | ------------------- | ------------------- | ------------------- | --------------------------- |
| 1984 | Japan               | Volksrepublik China | Südkorea            | Kushiro & Tomakomai, Japan  |
| 1985 | Japan               | Südkorea            | Australien          | Seoul, Südkorea             |
| 1986 | Japan               | Volksrepublik China | Südkorea            | Adelaide, Australien        |
| 1987 | Nordkorea           | Volksrepublik China | Japan               | Jilin, Volksrepublik China  |
| 1988 | Volksrepublik China | Japan               | Südkorea            | Bendigo, Australien         |
| 1989 | Japan               | Südkorea            | Volksrepublik China | Hachinohe, Japan            |
| 1990 | Japan               | Volksrepublik China | Südkorea            | Seoul, Südkorea             |
| 1991 | Japan               | Volksrepublik China | Nordkorea           | Jilin, Volksrepublik China  |
| 1992 | Japan               | Nordkorea           | Volksrepublik China | Harutori, Japan             |
| 1993 | Kasachstan          | Japan               | Südkorea            | Seoul, Südkorea             |
| 1994 | Kasachstan          | Südkorea            | Japan               | Peking, Volksrepublik China |
| 1995 | Japan               | Kasachstan          | Volksrepublik China | Obihiro, Japan              |
| 1996 | Kasachstan          | Südkorea            | Japan               | Ust-Kamenogorsk, Kasachstan |
| 1997 | Japan               | Kasachstan          | Südkorea            | Seoul, Südkorea             |
| 1998 | Südkorea            | Japan               | Volksrepublik China | Harbin, Volksrepublik China |

### Medaillenspiegel
| Rang | Mannschaft          | Gold | Silber | Bronze | Gesamt |
| ---- | ------------------- | ---- | ------ | ------ | ------ |
| 1    | Japan               | 9    | 3      | 3      | 15     |
| 2    | Kasachstan          | 3    | 2      | 0      | 5      |
| 3    | Volksrepublik China | 1    | 5      | 4      | 10     |
| 4    | Südkorea            | 1    | 4      | 6      | 11     |
| 5    | Nordkorea           | 1    | 1      | 1      | 3      |
| 6    | Australien          | 0    | 0      | 1      | 1      |

## Fortführung im Rahmen der Weltmeisterschaft
Ab 1999 wurden die Mannschaften Asiens und Ozeaniens in das Wettkampfsystem der neu geschaffenen U18-Junioren-Weltmeisterschaft integriert. Bis zum Jahr 2002 bildeten sie dort noch eigenständige Gruppen, aus denen die jeweiligen Sieger in die nächsthöhere Division aufstiegen. Ab 2003 wurde schließlich auf die Austragung regionaler Gruppen verzichtet.